# Mizrají
Los mizrajíes representan la parte del pueblo judío que desciende de las comunidades judías de Oriente Próximo y del norte de África. Literalmente mizrají significa «oriental», ya que Mizraj (en hebreo: מזרח‎) significa «Este». Originalmente el término mizrají y Edot ha-Mizraj eran una traducción de la palabra árabe mashrīqī («oriental»), que se refería a la gente de Siria, Irak y otros países asiáticos, mientras que a los judíos del norte de África se les llamaba, en árabe, magāriba (magrebíes).

## Etimología
En el Israel actual, este vocablo hace referencia a todos los judíos de países árabes asiáticos, aunque muchos mizrajíes rechazan el uso de este término y prefieren ser identificados por su país de origen, o el de sus antepasados inmediatos, y no por una palabra que los englobe a todos. También se emplea la palabra “sefardí”, en un sentido amplio, aunque ello da lugar a confusión en ocasiones, ya que esta palabra suele aplicarse a los descendientes de los judíos expulsados de la península ibérica (Sefarad) durante los siglos XV y XVI.

## Historia

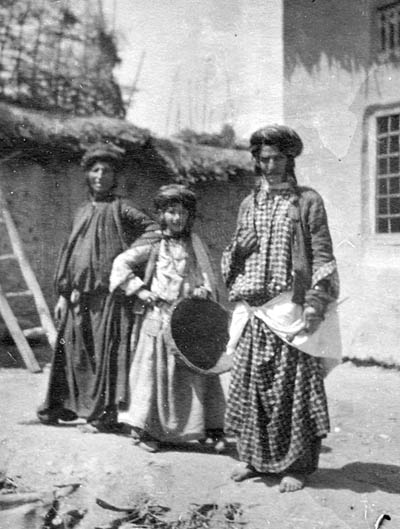
Judíos kurdos en Rawandiz, en el norte de Irak (1905).

### Emigración después de 1948
Luego de la guerra árabe-israelí de 1948 y la creación del Estado de Israel en Oriente Próximo, muchos mizrajíes emigraron al nuevo Estado, en el que podían ser ciudadanos por la Ley del Retorno. Con estos acontecimientos se desataron políticas antisionistas por gobiernos de países árabes opositores a la partición de Palestina, durante las décadas de 1950 y 1960. Una de las políticas antijudías destacadas fue la que llevó a cabo Egipto, de donde se expulsó a alrededor de 25.000 judíos después de la crisis de Suez en 1956. Por otro lado, además de a Israel, muchos judíos marroquíes y argelinos emigraron a Francia, y cientos de judíos sirios y egipcios a Estados Unidos.

### Actualidad
Actualmente, al menos 40.000 mizrajíes siguen viviendo en los países musulmanes no árabes, principalmente en Irán, pero también en Uzbekistán, Azerbaiyán y Turquía.
Hay muy pocos que todavía residen en los países árabes, donde destacan las comunidades de Marruecos y Túnez, con 5.000 y 2.000 judíos aproximadamente, aunque la mayoría de origen sefardí. Otros países que anteriormente tenían importantes y antiguas comunidades judías, como Líbano, tienen 100 judíos. La emigración continúa, sobre todo hacia Israel y los Estados Unidos.
Sin embargo, en algunos países musulmanes no árabes también hay políticas antijudías, particularmente en Irán, donde muchos judíos se sienten perseguidos o son arrestados, alegando en la mayoría de los casos conexiones con Israel o Estados Unidos. Algunos incluso han sido ejecutados debido a la intolerancia religiosa.
Los judíos persas tienen asiento en la Asamblea Consultiva Islámica de Irán (en persa, مجلس شورای اسلامی Maŷlés-e Šourâ-ye Eslâmí) el órgano principal del poder legislativo, como grupo religioso minoritario.[cita requerida]

## Idioma
Las comunidades mizrajíes hablan dialectos judeoárabes (variedades judías de los diferentes dialectos árabes), como el magrebí, que son usados como segunda lengua. Muchos de sus trabajos más notables en filosofía, religión y literatura fueron escritos en árabe, usando el alfabeto hebreo modificado. Otros idiomas asociados con los mizrajíes son el judeopersa (dzhidi), gruzínico, bújaro, las lenguas judeobereberes, judeoarameo, entre otras.
El arameo es un idioma muy cercano al hebreo y es identificado como una «lengua judía». Además, en este idioma están escritos la mayor parte de los textos judíos (los Talmuds, Zohar y muchas oraciones rituales como, por ejemplo, el Kadish). Numerosos textos rabínicos están escritos en una mezcla de hebreo y arameo. El judeoarameo hablado por los judíos kurdos desciende del arameo babilónico. A inicios de los años 1950, parece que toda la comunidad judía de Kurdistán fue trasladada a Israel. La vasta mayoría de los judíos de Kurdistán principalmente, quienes vivían en Irak, emigraron en masa (aliyá), terminando con cientos de años de historia judía en Asiria y Babilonia. Por otro lado, muchos judíos persas hablan el persa estándar.